# Vítězslav Chlumský
Vítězslav Vaclav Chlumský (ur. 17 sierpnia 1867 w Xaverovicach k. Lomnice nad Popelkou, zm. 1 listopada 1943 w Toszonowicach Dolnych) – czeski chirurg i ortopeda, twórca Czechosłowackiego Towarzystwa Ortopedycznego

## Życiorys
Urodził się w Ksawerowie (Xaverovicach) pod Łomnicą nad Popelką (Lomnice nad Popelkou). Ukończył gimnazjum w Jiczynie. Studiował medycynę na Uniwersytecie Karola w Pradze, gdzie w 1895 roku otrzymał dyplom doktora wszech nauk lekarskich. Po odbyciu służby wojskowej pracował w klinice Alberta w Wiedniu, Katolicky'ego w Brnie i od 1896 do 1900 we wrocławskiej klinice Jana Mikulicza-Radeckiego, jako asystent. Potem przez cztery miesiące przebywał w klinice Hoffy w Würzburgu.
Od 1900 roku w Krakowie, gdzie pracował jako I asystent w klinice Kadera, a potem jako Privatdozent chirurgii ogólnej i ortopedii Uniwersytetu Jagiellońskiego w latach 1901–1918. W maju 1917 roku opuścił Kraków. Od 1921 do 1932 roku był profesorem na Uniwersytecie w Bratysławie.

## Dorobek naukowy
W 1902 roku zastosował do dezynfekcji ran kwas karbolowy z kamforą (tzw. płyn Chlumskiego). Był autorem prac na temat skoliozy, chorób reumatycznych i gruźlicy, operacyjnego leczenia paluchów koślawych oraz leczenia kąpielami. W 1922 roku wydał podręcznik ortopedii.

## Wybrane prace
- Mięsienie (masaż) i jego zastosowanie. Kraków, 1908
- Was alles für die Ursache der Skoliose gehalten wurde. Ztschr. f. orthop. Chir. (1910)
- Wie soll man amputieren. Zentralbl. f. Chir. (1915)
- Ueber zwei operierte Fälle von Hochstand des Schulterblattes (1924)
- Ein Beitrag zur Verschlechterung des Ganges nach der Osteotomie wegen koxitischer Ankylosen und Kontrakturen (1925)